# Fjellis – till och från en blå man
Fjellis - till och från en blå man är ett hyllningsalbum från 1999 till den då nyligen avlidne bluesgitarristen Jan-Eric Fjellström. Det är en dubbel-CD där den första skivan innehåller inspelningar med olika artister, medan den andra innehåller inspelningar med Fjellström själv. Skivnumret är Playground Music PGMCD3

## Låtlista

### CD1/Till en blå man
1. Nisse Hellberg - Låt kvasten gå
2. Sven Zetterberg - Living on Borrowed Time
3. Monica Törnell - Pilträd gråt för mig
4. Louise Hoffsten - God Don't Ever Change
5. Totta Näslund - Prodigal Son
6. The Mescaleros - I Remember the Good Times
7. Jalle Lorensson & The Mescaleros - Lucky Dogs
8. Eddie Nyström - Mother Mercy
9. Karl Kanga - Louisiana Rain
10. Mats Ronander - Hold On
11. Hidden Charms - Kiss Away
12. Ulf Lundell - Bättre tider
13. Peps Persson - Movin' Down the River Rhine
14. Rolf Alm - Eunice Two Step
15. Eric Bibb - Don't Ever Let Nobody Drag Your Spirit Down
16. Diz Watson - Lefthand in Fearlessimo
17. Buckaroos - A Good Man Has Gone Home
18. Mikael Wiehe - Pojken och äventyret

### CD2/Från en blå man
1. Always Blue
2. Different Style
3. Sugar Coated Love
4. I Tried
5. You Got To Move
6. National Defense Blues
7. Rollin' and Tumblin'
8. Steady Rolling Man
9. Tee Ni Nee Ni Nu
10. I Believe I'm In Love
11. Texas Flood
12. Walkin' Blues
13. Bye Bye Johnny
14. County Cruisin'